# Louise Marois
Louise Marois, née à Montréal en 1960, est une poète, parolière, graphiste et artiste visuelle québécoise.

## Biographie
Louise Marois est née en 1960 à Montréal. Marois est graphiste de formation. Elle commence à écrire et à lire de la poésie « presque en cachette », et ne publie son premier recueil de poésie qu'à l'âge de quarante-quatre ans.   
La peau des yeux parait en 2004 aux Éditions du Passage et se mérite le Prix Jacqueline-Déry-Mochon.  Son second recueil intitulé , qui boit l'encre parait aux Éditions de L'Hexagone en 2009, est finaliste au Prix Goll.   
En 2011, elle collabore avec l'artiste visuelle Sophie Jodoin pour créer le livre d'artiste De peine et de misère, publié chez Battat Contemporary. Ses troisièmes et quatrièmes recueils, Du pain dans les joues et Tu ne vois pas comme un oiseau paraissent aux Éditions de L'Hexagone en 2012 et 2014.   
En 2018, elle publie La cuisine mortuaire aux Éditions Triptyque, qui lui vaut d'être finaliste aux Prix littéraires du Gouverneur général. Ce récit « relate la promiscuité dérangeante d'une famille montréalaise des années 1970 dont le père est ouvrier et dont la mère souffre de dépression, "une maladie invisible" à l'époque ».    
J’élève des soleils, son sixième recueil, est publié aux Éditions du Noroît en 2019. En 2020, D’une caresse patenté parait aux Éditions Triptyque et lui vaut une seconde nomination comme finaliste aux Prix littéraires du Gouverneur général. Ce recueil composé de poèmes accompagnés de dessins faits au graphite à partir de photomatons « tente de découvrir la portée du mot « appartenir » à travers une étude du père et de sa disparition »,.   
Elle a également écrit des paroles de chansons pour Richard Séguin et Gilles Bélanger.  
Elle vit à Saint-Venant-de-Paquette, en Estrie. 

## Œuvres

### Poésie
- La peau des yeux, Outremont, Éditions du Passage, 2004, 47 p.  (ISBN 9782922892093)
- , qui boit l'encre, Montréal, Éditions de L'Hexagone, 2009, 88 p.  (ISBN 978-2-89006-826-1)
- Du pain dans les joues, Montréal, Éditions de L'Hexagone, 2012, 144 p.  (ISBN 9782896480128)
- Tu ne vois pas comme un oiseau, Montréal, Éditions de L'Hexagone, 2014, 109 p.  (ISBN 9782896480715)
- La cuisine mortuaire, Montréal, Éditions Triptyque, 2018, 180 p.  (ISBN 9782897419967)
- J’élève des soleils, Montréal, Éditions du Noroît, 2019, 102 p.  (ISBN 978-2-89766-203-5)
- D’une caresse patentée, Montréal, Éditions Triptyque, 2020, 156 p.  (ISBN 978-2-89801-101-6)
- Trêve, Montréal, Éditions Triptyque, 2022, 138 p.  (ISBN 978-2-89801-154-2)

### Livre d'artiste
- De peine et de misère, avec les illustrations de Sophie Jodoin, Montréal, Battat Contemporary, 2011, 94 p.  (ISBN 978-2-9810857-9-5)

## Prix et honneurs
- 2005 - Prix Jacqueline-Déry-Mochon, 2005 pour La peau des yeux[3]
- 2010 - Finaliste Prix Goll pour , qui boit l’encre[1]
- 2019 - Finaliste Prix littéraires du Gouverneur général pour La cuisine mortuaire[4]
- 2021 - Finaliste Prix littéraires du Gouverneur général pour D'une caresse patentée[5]